# ناهوشوویتسه
ناهوشوویتسه (به چکی: Nahošovice) یک منطقهٔ مسکونی در جمهوری چک است که در ناحیه پرروف واقع شده‌است. ناهوشوویتسه ۲٫۹۳ کیلومتر مربع مساحت و ۱۵۹ نفر جمعیت دارد و ۲۵۷ متر بالاتر از سطح دریا واقع شده‌است.